# Нижньопінігіно
Нижньопіні́гіно (рос. Нижнепинигино) — село у складі Сорокинського району Тюменської області, Росія.
Населення — 418 осіб (2010, 437 у 2002).
Національний склад станом на 2002 рік:
- росіяни — 84 %